# El ser y su experiencia
El Ser en el marco de la gnosis, el budismo, el taoísmo y otras filosofías orientales es un abraxas, fuego universal, tejas tatwuico que representa eso que es la mónada divinal y absoluta que contiene todo material animado e inanimado.
En las filosofías occidentales, el Ser fue tratado por diversos filósofos como Heidegger y Aristóteles.
Según estas filosofías, el Ser se manifiesta en el aquí y ahora, en el tiempo presente y por ello si se quiere comprobar su existencia se tiene que experimentar.

## El Ser y el tiempo
El Ser a través de la historia ha sido un concepto engañoso y misterioso, para otros ha sido fácil suponer su existencia gracias a los conceptos del tiempo y el presente, o bien, la meditación.
Siempre, la humanidad se ha preguntado en que tiempo se experimenta el Ser, si el Ser solo se manifiesta en el presente o en todo el tiempo, en que parte de ese tiempo suceden nuestras experiencias, si existen infinitas posibilidades del futuro desprendiéndose del presente, si cuando influye el Ser en el presente, las posibilidades están multiplicándose o si puede existir algo fuera del ahora.
Distintas filosofías a lo largo de la historia han dado referencias de aquello que es el Ser, la esencia de la vida y del orden universal.

## El Concepto de Dasein
Heidegger explica el concepto de dasein (ser-ahí) como el arrojo del Ser hacia el mundo, el Ser eyectado hacia la forma, hacia el tiempo, hacia sus proyectos desde sus decisiones. Ese ser-ahí es de tal manera que siendo lo que es, se comprende al Ser. Se muestra y se vale del registro de las muestras propias y del mundo, se muestra que desde donde el ser-ahí comprende e interpreta implícitamente eso que se llama el Ser es sobre el tiempo.
El tiempo según Heideggel deberá sacarse a luz y deberá concebirse genuinamente como horizonte de toda comprensión del Ser y de todo modo de interpretarlo.

## El movimiento del Ser
El Movimiento del Ser es entendiendo ese Ser como la esencia de lo que es las infinitas posibilidades (proyectos) de experiencia utilizando para ello el estar en el tiempo.
Ese “estar en el tiempo” es aquí el moverse sobre la disociación natural del tiempo-mundo, la elección constante de las tres dimensiones abiertas sobre el único punto presente, la dimensión temporal del registro y la dimensión del ahora que forman la cuarta dimensión. La dimensión temporal del paso de tiempo, el pasado indestructible y el futuro posible, el tiempo acumulable y de porvenir que se entiende como el responsable durante su transcurso periódico y perfecto (mecanicista) de las diferentes posibilidades que a la vista de la manifestación presente y de las decisiones de sobre esas manifestaciones en el ser-ahí proyectadas como experiencias del Ser sobre el plano del ahora surgen como experiencia del Ser.
Es esa experiencia del Ser, la que motiva el impulso de una medida, de un registro, motiva un movimiento, reacciona ante una perturbación y motiva el movimiento temporal del registro mediante la observación y medida de la experiencia. Pero aun así esa experiencia misma de registrar otra experiencia pasada, es una experiencia de ser, por eso el movimiento. El Ser necesita del tiempo para registrar su experiencia de Ser, pero el registro en sí mismo No-Es, simplemente es solo un registro de algo que fue o es la predicción de algo que quizás sea (esto dicho en el sentido de ser-experiencia). 
Es esta experiencia utilizada por el ser-ahí la responsable de abrir el horizonte temporal necesario como para que surja la comprensión del Ser.
Se detalla un movimiento en el Ser, en donde se forma un arrojo hacia el mundo (hacia el lenguaje mismo) y podemos ubicar el hombre, el ser-ahí y también podemos en el único instante existente experimentar el Ser como Ser que experimenta más allá de la comprensión de esa experiencia del Ser y el tiempo que ello conllevaría.
El mundo así entonces, sería un mundo de posibilidades más que realidades y dependiente del tiempo, pasado en el sentido de lo no modificable, lo que ya es así, ese Ser inmodificable que es “nuestro pasado”, todas nuestras decisiones tomadas, todo lo que realizamos.
Pero por otro lado sabemos que el ser-ahí manifestándose como conciencia es libre enteramente en el momento presente, sobre el plano del ahora. Esto nos dice que no somos ese pasado de decisiones, pes siempre existe la posibilidad (tiempo futuro, proyecto) de hacer algo nuevo, algo distinto con ese pasado, es en este sentido que Sarte decía que él para-si es aquel Ser que No-Es lo que Es y como siempre está proyectándose hacia el futuro (pues en el presente es vacío) Es lo que No-Es.

## El Presente
En el presente es vacío, pues en el presente no hay medida solo se Es, está la experiencia comprendida de ese Ser luego en una utilización temporal para registrarla, registramos la experiencia del Ser y vemos que hay algo que Es más allá de todas las experiencias que pudimos registrar sobre ese Ser y que de cierta manera nos hacen pensar que ese Ser Es un contenedor de todo lo que fue experimentando (su pasado).
Se crea lo que llamamos tiempo al experimentar esto, pues se genera la necesidad del pasado, pero se entiende la idea del futuro como el resultado de las decisiones que ahora tomo sobre lo que soy y tengo a mi alcance (mundo).
Existen infinitas posibilidades de decisiones individuales y colectivas (mundo acción-reacción) desde un único punto presente desde el cual se ejecutan los eventos, aquí se plantea que ese punto de ejecución Es el Ser moviéndose sobre su forma de arrojo al mundo espacio temporal ser-ahí.

## El Ser y el presente
Diversas fuentes dicen que cuando ese ser-ahí toma conciencia del mundo, toma conciencia de sí. Conciencia y mundo son uno para el ser-ahí.
Pero ese mundo es un mundo de posibilidades no de realidades, es un mundo de aconteceres y proyecciones a futuro, es un mundo donde se reduce de tal manera la dimensión temporal cuando uno se quiere aproximar al ahora que la conciencia es una nada sobre ese ahora temporal y puntual llamado presente.
Una nada en el sentido que no es suficiente de poder explicarse a sí misma en el mismo instante y único instante en el que existe, el ahora.
En ese plano, las cosas Son lo que Son y se experimenta y se decide, se Es hay algo que experimenta y hay algo que interactúa y ve que decide, ese algo es el Ser mismo que es encontrado al proyectar sobre el tiempo sus experiencias.
Tales autores dicen que debemos proyectar esas realidades No-temporales del plano del ahora sobre un temporal que nos de la noción de los movimientos y de las experiencias que causaron esos movimientos, los registros. Tenemos así infinitas posibilidades sobre un único punto de ejecución en el presente, pues tenemos la posibilidad de innovar, de hacer algo nuevo, algo distinto en este presente con lo que venimos registrando en el pasado.
Tenemos infinitas posibilidades de aplicar métodos que nos parezcan cómodos, de costumbre o conocidos, pero más aún infinitas posibilidades de cambiar de métodos para interpretar esas experiencias transformadoras y continuas y así llegar a entender el problema de la reducción del Ser en su movimiento en cuanto a que es-ahí consiente de que existe un Ser que experimenta pues puede registrar eso que experimenta.

## El Ser en el Taoísmo

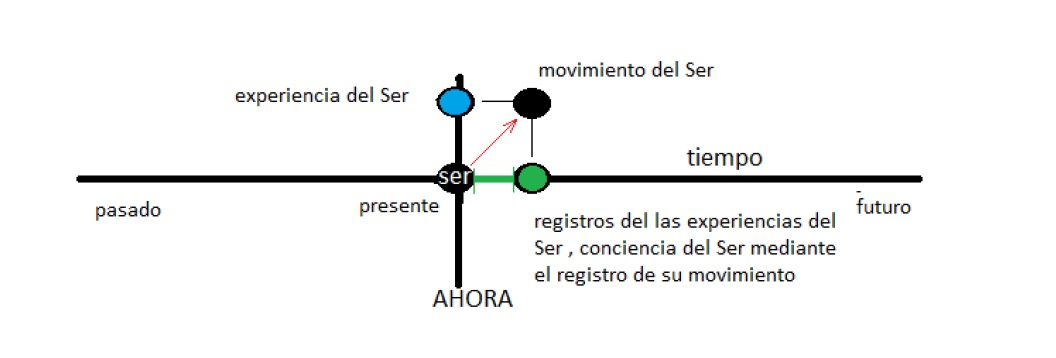
Figura1: Representación del movimiento del Ser.

La idea del ser “nada” (mente presente) y el ser “todo” (el Ser y sus infinitas experiencias) en él ahora (único instante en donde existen las cosas) es una idea ampliamente difundida por escuelas de Taoísmo y escuelas que buscan a través de sus milenarias herramientas (meditación por ejemplo) el encuentro con el Ser que ellos denominan el tao.
Según el Taoísmo al entrar en esas infinitas posibilidades entendemos el concepto del alcance temporal como algo extensible y continuamente creciente, acumulable, vivido.
De esta manera centramos el desarrollo como registro sucesivo de continuas experiencias en la dimensión temporal que acumula o que puede albergar si se quiere decir así cada suceso o evento que hace posible que el ser-ahí tome registro consiente (al vivir sobre el tiempo) de su verdadera esencia de Ser (como lo que Es en el ahora).
La permanente fluctuación entre el paso temporal y el estado presente hace que el ser-ahí como conciencia vivía en estas tres dimensiones, entrando y saliendo, tal cual un punto que se mueve sobre un plano y su posición se proyecta sobre dos rectas.
Como se ve en la figura 1 existe un desplazamiento marcado como una flecha roja entre el punto que luego se ve como de equilibrio inestable, intersección del plano del ahora con la recta de tiempo, a este punto se le llama origen o presente. El movimiento se produce como una experiencia dentro del plano del ahora (único plano donde existen las cosas y por ende único plano donde se experimentan), dicha experiencia llega como perturbación (punto celeste en la figura 1), existe un desplazamiento producto de esa experiencia que se marca como un intervalo donde se registran dichas experiencias, el intervalo en verde de la figura 1, se llega al punto verde que simboliza el arrojo, el ser-ahí, Ser en el tiempo como Ser para-sí que no existe solo es posible, Es nada como se vio anteriormente lo expuesto por Sartre y que aquí comparto totalmente. Todo lo que existe queda confinado al plano del ahora y la experiencias del Ser en el tiempo, en su arrojo al mundo quedan registradas sobre el tiempo, que es donde se manifiestan y tienen sentido aun por encima de su indeterminación (el segmento en verde sobre la línea temporal de la figura1).

A fin de evitar confusiones a partir de la figura 1 es importante comentar que el Ser siempre Es y por lo tanto Es sobre el único plano donde Son las cosas que Son, y ese plano es el plano del ahora, como Es sobre ese plano, se generan movimientos que generan tiempo pero ese Ser que Es vive constantemente sobre el único lugar donde existen las cosas, el plano del ahora.

## Paradojas e infinitud de posibilidades
Sobre la línea temporal desde pasado a futuro, por encima de la realidad está la posibilidad, aunque nuestra “programación” nos demuestre que vivimos sobre una línea de tiempo que nos marca la realización de eventos probables transformándose en sucesos reales.
La pregunta por el sentido del Ser es quizás la más universal y vacía, pero también implica la posibilidad de la más radical individualización en el ser-ahí singular .
Sobre la línea temporal crece la necesidad de una historia de una identificación personal y colectiva, tanto del individuo como de su mundo de formas y relaciones.
Así como es la materia para la física es el presente para el Ser, no podemos hacer ontología por fuera del tiempo presente pues es en el presente donde se nos da la posibilidad de hacerla, es en el presente donde se nos dan las infinitas posibilidades de hacer o no hacer algo o infinitos algo.
La Física estudia las relaciones entre los objetos mediante las leyes de la naturaleza y el sentido continuo de la experiencia constante. Atada pues del transcurso del tiempo pasado-futuro queda atada a la descripción en cada instante de muestreo, en cada periodo de censado, en esos tiempos de medida de las variaciones del entorno y del sistema en sí mismo a estudio fundamentalmente.
Se necesita así una proyección, una predicción constante para seguir avanzando, es la manera de notar ese avance temporal en nosotros y en el mundo. En el ahora es donde esa necesidad no surge debido a que no existe esta dimensión temporal (el segmento verde de la figura 1) que pueda abarcar lo mesurable, simplemente se manifiesta lo experimentable y ese es el horizonte necesario para el movimiento del Ser, el horizonte necesario para describir su experiencia es el tiempo. De aquí la idea de separar al Ser del ser-ahí que Es en el tiempo, es el instrumento sobre su propia creación temporal y espacial para poder comprenderse a sí mismo aun sabiendo que ese ahora es inaccesible desde el punto de vista temporal y hacerlo experimentar sobre algo que no es tiempo, simplemente Es, el plano del ahora, en el cual existen y suceden las cosas que Son.

## El Ahora
Si pudiéramos medir dentro del ahora un intervalo de tiempo, estaríamos intentando proyectar un momento presente y puntual, un origen sobre todo un intervalo, intentando replicar un único punto sobre todo un intervalo, lo cual es contradictorio con nuestra condición de Ser mientras soy lo que experimenta una decisión sobre un punto que como existe es un punto del ahora, un único punto por ende no repetido.
Si yo intentara replicar el punto presente (punto del ahora) en la línea temporal para generar un intervalo, obligaría, forzaría, formaría un intervalo de presentes repetidos uno detrás del otro, con lo cual la experiencia del Ser sobre ese intervalo sería estática sin ningún movimientos. Las perturbaciones serían estáticas y el mundo sería estático lo cual es una contradicción y nos ayuda a entender más sobre la existencia de los movimientos del Ser.
Así podemos decir que no es el tiempo lo que se “mueve” sino el Ser quien genera un tiempo para poder describir sus movimientos de experiencia, lo que motiva a este escrito.
Alimentamos los contenidos de las formas, su volumen, con los registros de todas sus experiencias influyentes con las nuestras en el plano del Ser, en el ahora.

## La ilusión en la línea temporal

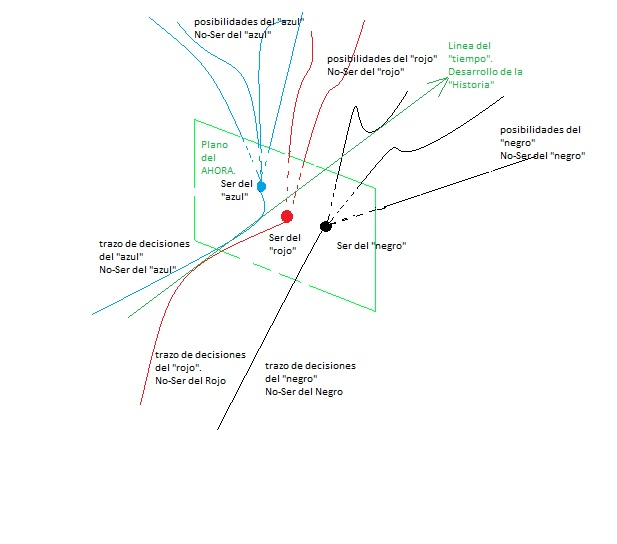
Figura2: El movimiento del Ser y la evolución de las trayectorias como las "cuerdas" de existencia.

Según las filosofías orientales esos contenidos dependientes del tiempo (Volúmenes, Formas) y del espacio no Son reales en Si, sino que son la medida registrada de la proyección, de un ser-ahí, de un arrojo hacia el mundo, arrojados desde una quinta dimension.
No son reales en Si pues ya no pertenecen al plano del ahora donde existen todo lo que Es, simplemente pertenecen al intervalo temporal, a la “sombra” que se proyecta sobre la línea temporal, ese intervalo verde en la figura1 que es el intervalo creado por el movimiento consciente.
Es importante destacar que al decir esto se está afirmando que el Ser no vive sobre la línea del tiempo más allá de un único punto, el presente que es donde existen todas las manifestaciones que experimenta y experimentan con el Ser sobre el plano del ahora.
Son esas experiencias del Ser en el ahora que producen los movimientos que generan el tiempo en ambas direcciones sobre toda su dimensión tal cual lo entendemos.
En el punto presente habita un plano en donde convergen las cuerdas de registros temporales pasados o acontecimientos y las cuerdas de posibilidades futuras o probabilidades de sucesos.
A cada instante lo que Es se encarga de unir cada cuerda de cada semi espacio y así la vida es un devenir de decisiones que consisten en cambiar lo que “era” o “fue” por lo que “será”
Ese movimiento de cambio es producido en el AHORA pues el cambio o transformación es lo único que existe en dicho momento “eterno” e irrepetible.
El tiempo es simplemente una ayuda a la conceptualización, es una herramienta creada por la mente y la memoria (al proyectar el Ser al “pasado”) y es una herramienta creada por la mente y su lógica (al proyectar el Ser al “futuro”).
La memoria es fundamental para visualizar las cuerdas del paso “temporal” y los movimientos hasta el punto actual, el AHORA. Mientras que la lógica y el entrenamiento mental (costumbre) es lo que nos permite pre visualizar las cuerdas del “futuro” como posibles aconteceres.
El punto de inestabilidad hacia donde convergen todas las cuerdas pasadas y desde donde divergen todas las cuerdas futuras es el momento presente. Ese punto llevado al límite a-temporal es inexistente en sí mismo, es decir Es lo que no Es pues está basado en el proceso de cambio y su registro, mientras lo que Es simplemente el cambio, la unión inestable de ambas cuerdas o rutas.
Nos identificamos con una sucesión “continua” en el tiempo. Con un trazo determinado por el “paso” del plano temporal sobre los aconteceres, en fin construimos nuestro “camino” y nos identificamos con ese No-Ser pues ya no existe pues ningún trazo o cuerda esta sobre el plano del ahora, sobre el plano esta solo un punto, un punto de decisión de cambio de transformación y movimiento, y lo que Es descubre su Ser a través de esos movimientos y no sobre los trazos
Ver Figura2

## El Ser fluido
La experiencia del ser no es una experiencia estática, en el sentido que implicaría replicar sobre un intervalo temporal un único punto presente lo cual es imposible, esto nos quiere decir, que como el Ser experimenta de manera continua experiencias y produce movimientos continuos genera también de forma continua una línea temporal para poder describir, registrar las experiencias.
Si bien en el ahora existen todas las cosas, en el ahora nada se puede medir (pues no existen segmentos temporales, registros), por eso la necesidad del tiempo, el tiempo como base de un registro de una experiencia.

## Contradicciones en las distintas perspectivas
Esto contradice que exista un intervalo de tiempo y un Ser que se mueva sobre un intervalo de tiempo, afirmando que lo que existe es un Ser pero no un intervalo de tiempo en el que se Es. No se puede hablar de realidad sobre el tiempo, hablamos de posibilidad y acontecer, pero no de realidad, los puntos de realidad son puntos del plano del ahora y no de la dimensión del tiempo.

## El Continuo Movimiento del Ser
Es el continuo movimiento del Ser sobre el ahora el que produce el tiempo, con lo cual creemos que existe un tiempo por fuera de nosotros, un tiempo sobre el cual nos movemos.
Con las generaciones desde que el hombre existe, se necesitó de una referencia, se utilizaron los astros y se utilizaban los astros para marcar los calendarios, hay una definición del segundo como el determinado tiempo que le lleva a un rayo de luz alcanzar determinada distancia precisa, si nos centramos sobre esa idea, lo que aquí se expone es que los Seres como entidades reales que Son sobre una única foto instantánea, un único plano en el cual existen las cosas, el ahora.